# Linnaemya prohecate
Linnaemya prohecate là một loài ruồi trong họ Tachinidae.